# Слуцк-2024
«Слуцк-2024» (бел. «Слуцк-2024») — белорусский футбольный клуб из города Слуцк. На профессиональном уровне выступает с 2008 года. В сезоне 2013 завоевал право выступить в Высшей лиге.

## Названия
- «Слуцк» (1998—2003)
- «Слуцксахар» (2004—2010)
- «Слуцк» (2011—2024)
- «Слуцк-2024» (c 2025)

## История
Слуцк основан в 1998 при поддержке Слуцкого сахарного комбината.

### Выступление в чемпионате Минской области
1998 год — команда становится чемпионом Минской области (вторая лига).
1999 год — первая лига Минской области — 6-е место.
С 2000 по 2007 годы «Слуцксахар» играет в Первой лиге Минской области. За это время дважды становится чемпионом области — в 2002 и 2007 году; 2003 и 2005 год — «серебряные» призёры чемпионата.

### Выступление в низших лигах чемпионата Беларуси
В 2008 году команда, под названием «Слуцксахар», впервые заявилась во вторую лигу чемпионата Беларуси. В первом сезоне команда заняла 5-е место. Уже в следующем году заняла четвёртое место, проиграв бронзовые медали лишь в последнем туре ФК «Осиповичи». Прогрессируя с каждым годом, клуб завоевал серебро второй лиги в 2010 году, уступив «Городее» в борьбе за чемпионство три очка.
В 2011 году команда была зарегистрирована как общественное объединение «Спортивный футбольный клуб „Слуцк“» и официально стала городской командой. Из-за реконструкции городского стадиона в Слуцке все домашние матчи команда проводила на стадионе «Шахтёр» в Солигорске. В дебютном для себя сезоне в первой лиге команда заняла 5-е место. В 2012 году домашние матчи начала сезона снова проводились в Солигорске, однако уже в июне после возведения двух дополнительных трибун стадион «Городской» в Слуцке принял матчи первой лиги. По итогам сезона команда, значительно усилившись в межсезонье, снова заняла 5-е место. По ходу сезона команда потеряла большое количество очков в играх с прямыми конкурентами. Продолжается строительство административно-бытового здания.
В сезоне 2013 команда боролась с «Городеей» за прямой выход в высшую лигу, мало пропускала благодаря действиям голкипера Артура Лесько. Долгое время находилась на втором месте. Однако после спада у прямого конкурента «Городеи» «Слуцк» забрался на первое место после 21-го тура и позже завоевал право выступить в высшей лиге.

### Высшая лига
Вначале сезона 2014 команда оказалась в нижней части таблицы. Позже, поправив своё положение, «Слуцк» поднялся на 9-е место, с которого при разделе таблицы на две группы оказался во второй части. В нижней половине дела у «Слуцка» заметно улучшились. Команда поднялась на 8-е место, однако неудачно проведённый финишный отрезок позволил гродненскому «Неману» отодвинуть случан на итоговое 9-е место.
Сезон 2015 команда начала неудачно, оказавшись на последнем месте. В августе был отправлен в отставку главный тренер Юрий Крот. Исполнять обязанности главного тренера стал игрок команды Вячеслав Григоров. Под его руководством «Слуцк» сумел поправить своё положение. Команда завершила сезон на 11-м месте из 14.
В январе 2016 года Григоров был утверждён в качестве главного тренера «Слуцка». Начало сезона получилось неудачным: команда оказалась в зоне вылета. В июне клуб расстался с опытники игроками и лидерами команды — Игорем Воронковым, Евгением Лошанковым и Сергеем Цветинским. В июле вместо них пришли новые футболисты, однако команда продолжила находиться внизу таблицы. В сентябре после поражения от аутсайдера, микашевичского «Гранита», Григоров был отправлен в отставку, но неожиданно рукодство клуба решило оставить тренера в команде и уволить его помощника Андрея Баса. Команда заняла 12-е место из 16.
В январе 2017 года новым главным тренером был назначен Виталий Павлов. Клуб из Слуцка успешно начал сезон, выйдя в полуфинал Кубка Беларуси и идя в чемпионате среди лидеров. По итогам первой половины команда оказалась на 4-м месте. Вторая половина оказалась менее успешной — «Слуцк» занял итоговое 7-е место.
В 2017 году открылась Детско-юношеская спортивная школа «Слуцк».
Сезон 2018 года команда начала довольно успешно, оказавшись в числе лидеров. Первую половину сезона «Слуцк» завершил на 5-м месте. Вторая половина оказалась значительно хуже. Команда уступила в последних девяти матчах и оказалась на 8-м месте.
Сезон 2019 года «Слуцк» начал неудачно и оказался недалеко от зоны вылета, однако хорошая игра в середине сезона позволила команде оказаться в средней части таблицы. Позднее ряд неудач снова опустил команду, однако победа в последнем туре позволила занять итоговое 11-е место.
Слуцкий клуб уверенно начал сезон 2020 года. По прошествии семи туров возглавлял турнирную таблицу, несмотря на сокращение финансирования из-за смены руководства основного спонсора — Слуцкого сахарорафинадного комбината. Однако позднее из-за многочисленных поражений «Слуцк» опустился в нижнюю половину таблицы, а конце турнира был вынужден вести борьбу за выживание. В июне команду покинул главный тренер Виталий Павлов. Исполняющим обязанности тренера был назначен его помощник Александр Кончиц, а в октябре «Слуцк» возглавил Александр Бразевич. Под его руководством команда заняла итоговое 14-е место, однако в стыковых матчах за право участия в Высшей лиге в следующем сезоне переиграла «Крумкачы» и сохранила за собой место в элитном дивизионе.
В январе 2025 года команда сменила название на «Слуцк-2024», сменив также юридическое лицо от Общественного объединения к Государственному спортивному учреждению. Начальник управления лицензирования АБФФ Андрей Мишаев отмечал, что это произошло из-за долгов перед федерацией футбола.

## Достижения

### Полупрофессиональный уровень
Первая лига чемпионата Минской области
- Победитель — 2: 2002, 2007
- Серебряный призёр — 2: 2003, 2005

Вторая лига чемпионата Минской области
- Победитель: 1998

### Профессиональный уровень
Первая лига
- Победитель: 2013

Вторая лига
- Серебряный призёр: 2010

## Стадион
- Вместимость: 1896 мест
- Размеры поля: 105×68 м

Стадион имеет две трибуны. Западная была реконструирована в 2013 году. Новая трибуна была увеличена на три ряда, все сиденья были заменены на новые синего и белого цвета. Появилась крытая площадка для видеосъемки. Зона для VIP-гостей теперь переместится на северную трибуну, и расположится под кабиной видео операторов.

## Основной состав
| 30 | Флаг Беларуси | Вр  | Илья Брановец      | 1990 |  |  |  |  |  |
| 32 | Флаг Беларуси | Вр  | Сергей Черник      | 1988 |  |  |  |  |  |
|    |               |     |                    |      |  |  |  |  |  |
| 3  | Флаг Беларуси | Защ | Матвей Дубатовка   | 2005 |  |  |  |  |  |
| 5  | Флаг Беларуси | Защ | Иван Михнюк        | 2003 |  |  |  |  |  |
| 6  | Флаг Беларуси | Защ | Артём Толкин       | 2000 |  |  |  |  |  |
| 7  | Флаг Беларуси | Защ | Егор Храленков     | 2005 |  |  |  |  |  |
| 12 | Флаг Беларуси | Защ | Никита Былинкин    | 1999 |  |  |  |  |  |
| 15 | Флаг Беларуси | Защ | Андрей Рум         | 2002 |  |  |  |  |  |
| 16 | Флаг Беларуси | Защ | Алексей Семёнов    | 2002 |  |  |  |  |  |
| 20 | Флаг Беларуси | Защ | Григорий Мартьянов | 2002 |  |  |  |  |  |
| 72 | Флаг Беларуси | Защ | Александр Позняк   | 1994 |  |  |  |  |  |
| 96 | Флаг Беларуси | Защ | Василий Чернявский | 2006 |  |  |  |  |  |
|    |               |     |                    |      |  |  |  |  |  |
| 4  | Флаг Беларуси | ПЗ  | Никита Бурак       | 2004 |  |  |  |  |  |

| 8  | Флаг Камеруна | ПЗ  | Артур Бугнон         | 2000 |  |  |  |  |  |
| 11 | Флаг России   | ПЗ  | Никита Хрисанфов     | 2004 |  |  |  |  |  |
| 14 | Флаг Беларуси | ПЗ  | Андрей Соловьёв      | 2007 |  |  |  |  |  |
| 17 | Флаг Беларуси | ПЗ  | Александр Ануфриев   | 1995 |  |  |  |  |  |
| 19 | Флаг Беларуси | ПЗ  | Роман Грицкевич      | 2008 |  |  |  |  |  |
| 23 | Флаг Беларуси | ПЗ  | Ярослав Яроцкий      | 1996 |  |  |  |  |  |
| 25 | Флаг Беларуси | ПЗ  | Владислав Кульчицкий | 2002 |  |  |  |  |  |
| 27 | Флаг Беларуси | ПЗ  | Вадим Курлович       | 1992 |  |  |  |  |  |
| 71 | Флаг Беларуси | ПЗ  | Андрей Крень         | 2003 |  |  |  |  |  |
| 80 | Флаг Беларуси | ПЗ  | Артём Соколовский    | 2006 |  |  |  |  |  |
|    |               |     |                      |      |  |  |  |  |  |
| 9  | Флаг России   | Нап | Илья Грищенко        | 2000 |  |  |  |  |  |
| 10 | Флаг России   | Нап | Максим Жумабеков     | 1999 |  |  |  |  |  |

## Тренерский штаб
- Главный тренер —  Александр Гуринович
- Помощник главного тренера —  Дмитрий Щегрикович
- Тренер вратарей —  Владимир Гаев
- Тренер-администратор —  Павел Василюк
- Тренер-оператор видеозаписи —  Николай Счастный
- Главный тренер дублирующего состава —  Александр Ромашко
- Тренер дублирующего состава —  Александр Гордейчик
- Тренер дублирующего состава —  Илья Велич